# 安東直
安東 直（あんどう すなお、1958年 - ）は、日本の建築家。

## 略歴
福岡県に生まれる。1977年福岡県立修猷館高等学校を経て、1982年早稲田大学理工学部建築学科を卒業。
1982年久米建築事務所（現・久米設計）に入社。1989年より1990年まで久米オーストラリアに勤務し、常務執行役員設計本部副本部長兼設計長、専務執行役員設計本部プリンシパルを経て、2022年6月上級担当役員設計本部プリンシパル（CDO）。
早稲田大学芸術学校の教員も務める。

## 主な作品・受賞
- 長崎原爆資料館（1996年） BCS賞
- 四日市ドーム（1997年） BCS賞
- 北九州市立いのちのたび博物館（2001年）
- 大和ミュージアム(呉市)（2005年）
- 大分県運転免許センター（2006年） BCS賞
- 上海パークプレイス（2008年）
- 九州歴史資料館(小郡市)（2010年）
- 東京都庭園美術館（2014年） 日本建築学会賞(業績賞)
- 国立がん研究センター新研究棟(東京都)（2017年）
- 有明アリーナ(東京都)（2019年）
- 国立アイヌ民族博物館(白老町)（2020年） グッドデザイン賞
- 福岡大名ガーデンシティ（2023年） グッドデザイン賞